# Мана (острво)
43° 48′ 09″ N 15° 16′ 02″ E / 43.80250° С; 15.26722° И
Мана је ненасељено острвце у хрватском дијелу Јадранског мора. Налази се у Корнатском архипелагу, удаљено око 2 km Корната, између острвца Боровник, Балун и Рашип Мали. Дио је Националног парка Корнати. Њена површина износи 0,409 km², док дужина обалске линије износи 4,59 km. Највиши врх је висок 77 m. Грађена је од кречњака кредне старости. Административно припада општини Муртер-Корнати у Шибенско-книнској жупанији.